# Lust for Life (álbum de Iggy Pop)
Lust for Life é o segundo álbum de estúdio do cantor e compositor Iggy Pop, lançado em agosto de 1977 pela RCA. Produzido com colaboração de David Bowie, obteve sucesso de crítica e até hoje é o seu disco mais popular.

## Produção
As seções de gravação de Lust for Life começaram logo após o final da turnê do disco The Idiot em 16 de abril de 1977.
O disco foi escrito, gravado e mixado em apenas oito dias. O cantor dormiu muito pouco durante o tempo de criação do disco, em um comentário bem humorado disse que David Bowie é uma pessoa muito dinâmica, sendo assim percebeu que precisava ser mais rápido do que ele senão perderia a autoria do material.  A maneira espontânea de Iggy Pop compor inspirou David Bowie no seu próximo projeto, o álbum Heroes.
As gravações do disco foram feitas no Hansa Studio by the Wall em Berlim e contaram com as participações de Ricky Gardiner e Carlos Alomar na guitarra, Hunt Sales na bateria e Tony Sales no baixo. David Bowie além de produzir também fez backing vocals e tocou teclado. Os irmãos Sales foram convidados a se juntar à banda de David Bowie 12 anos mais tarde. 
A fotografia da capa foi tirada por Andy Kent, que também tirou a foto da capa de The Idiot.
Segundo Iggy Pop o riff de David Bowie para a música "Lust for Life" foi inspirado no código morse da abertura do noticiário para as tropas norte americanas em Berlim.
"The Passenger" foi inspirada em um poema de Jim Morrison que via a vida moderna como uma jornada em um carro.
Lust for Life alcançou o posto 28 nas paradas de sucesso de discos no Reino Unido. Inicialmente o disco começou bem as vendas nos Estados Unidos, mas a morte de Elvis Presley fez com que a RCA rapidamente fizesse o relançamento do catálogo de Elvis e assim qualquer foco promocional para o disco de Iggy Pop foi perdido.

## Lista de músicas
Lado A
1. "Lust for Life" (David Bowie) 5:13
2. "Sixteen" (Iggy Pop) 2:26
3. "Some Weird Sin" (David Bowie) 3:42
4. "The Passenger" (Ricky Gardiner) 4:44
5. "Tonight" (David Bowie) 3:39

Lado B
1. "Success" (David Bowie, Ricky Gardiner) 4:25
2. "Turn Blue" (Bowie, Warren Peace) 6:56
3. "Neighborhood Threat" (David Bowie, Ricky Gardiner) 3:25
4. "Fall in Love with Me" (David Bowie, Hunt Sales, Tony Sales) 6:30

## Créditos
- Iggy Pop – vocais
- David Bowie – teclado, piano, órgão, Backing vocals
- Carlos Alomar – guitarra, backing vocals
- Ricky Gardiner – guitarra, backing vocals
- Warren Peace - teclado e backing vocals em "Turn Blue"
- Tony Sales – baixo, backing vocals
- Hunt Sales – bateria, backing vocals